# Gossip Girl (2.ª temporada)
A segunda temporada da série de televisão americana de drama adolescente Gossip Girl estreou na The CW em 1 de setembro de 2008, e terminou em 17 de maio de 2009, consistindo um total de 25 episódios. Baseado na série de livros do mesmo nome de Cecily von Ziegesar, a série foi desenvolvida para a televisão por Josh Schwartz e Stephanie Savage.

## Enredo
A série gira em torno da vida de adolescentes privilegiados: Serena van der Woodsen, Blair Waldorf, Dan Humphrey, Nate Archibald, Jenny Humphrey e Chuck Bass. Frequentando uma escola privada de elite no Upper East Side de Manhattan, em Nova York.

## Elenco e personagens

### Elenco regular
- Blake Lively como Serena van der Woodsen
- Leighton Meester como Blair Waldorf
- Penn Badgley como Dan Humphrey
- Chace Crawford como Nate Archibald
- Taylor Momsen como Jenny Humphrey
- Ed Westwick como Chuck Bass
- Jessica Szohr como Vanessa Abrams
- Kelly Rutherford como  Lily Bass
- Matthew Settle como Rufus Humphrey
- Kristen Bell como Gossip Girl (não creditado)

### Regulares recorrentes
- Connor Paolo como Eric van der Woodsen
- Margaret Colin como Eleanor Waldorf
- Zuzanna Szadkowski como Dorota Kishlovsky
- Robert John Burke como Bart Bass
- Willa Holland como Agnes Andrews

### Valley Girls
- Brittany Snow como Lily Rhodes
- Krysten Ritter como Carol Rhodes
- Andrew McCarthy como Rick Rhodes
- Matt Barr como Keith van der Woodsen
- Shiloh Fernandez como Owen Campos
- Ryan Hansen como Shep
- Cynthia Watros como CeCe Rhodes

### Elenco recorrente
- Mädchen Amick como Catherine Beaton
- Patrick Heusinger como Marcus Beaton
- Michelle Hurd como Laurel
- Francie Swift como Anne Archibald
- Yin Chang como Nelly Yuki
- Amanda Setton como Penelope Shafai
- Nicole Fiscella como Isabel Coates
- Tamara Feldman como Poppy Lifton
- Dreama Walker como Hazel Williams
- Matt Doyle como Jonathan Whitney
- John Patrick Amedori como Aaron Rose
- Wallace Shawn como Cyrus Rose
- Desmond Harrington como Jack Bass

### Elenco convidado
- Michelle Trachtenberg como Georgina Sparks
- Caroline Lagerfelt como CeCe Rhodes
- Laura-Leigh como Amanda Lasher
- David Patrick Kelly como Noah Shapiro
- Jill Flint como Bex Simon
- Cyndi Lauper como ela mesma
- Sam Robards como Howard Archibald
- John Shea como Harold Waldorf
- Linda Emond e Jan Maxwell como diretora Queller
- William Abadie como Roman
- Laura Breckenridge como Rachel Carr
- Sebastian Stan como Carter Baizen
- James Naughton como William van der Bilt
- Aaron Tveit como Tripp van der Bilt III
- Armie Hammer como Gabriel Edwards
- Aaron Schwartz como Vanya
- No Doubt como Snowed Out

## Episódios
| N.º na série | N.º na temp. | Título                                                                       | Dirigido por        | Escrito por                           | Exibição original      | Audiência (milhões) |
| --- | ------------ | ---------------------------------------------------------------------------- | ------------------- | ------------------------------------- | ---------------------- | ------------------- |
| 19 | 1            | "Summer, Kind of Wonderful" "(Um Verão Quase Maravilhoso)"                   | J. Miller Tobin     | Joshua Safran                         | 2 de setembro de 2008  | 3.43                |
| O verão está chegando ao fim nos Hamptons. Serena e Nate enganam a todos, fazendo-os pensar que eles são um casal para esconder o fato de que Nate tem se encontrado com uma mulher mais velha e casada, e Serena ainda está lamentando o fim do namoro com Dan. Blair retorna do exterior na companhia de um garoto maravilhoso, deixando Chuck com muito ciúme e se perguntando se tomou a decisão certa ao deixar Blair. Dan passou o verão como assistente de um famoso escritor, mas decide voltar aos Hamptons para descobrir como estão as coisas com Serena após terem passado o verão separados. Enquanto trabalha na empresa de Eleanor Waldorf, Jenny consegue um convite para a disputadíssima Hamptons' White Party, em que Eric a apresenta à socialite Tinsley Mortimer.                          |              |                                                                              |                     |                                       |                        |                     |
| 20 | 2            | "Never been Marcused" "(E Marcus... Nada?)"                                  | Michael Fields      | Stephanie Savage                      | 8 de setembro de 2008  | 3.25                |
| Blair está entusiasmada porque seu novo namorado é da realeza e planeja tornar-se nobre também, mas um calculista Chuck tem outros planos para a garota e seu novo amor, Marcus. Serena e Dan concordam em manter segredo sobre a volta do namoro até que eles possam descobrir o que isso significa para seu relacionamento. Enquanto isso, Nate aprende o lado ruim de ter um caso com uma mulher mais velha, Catherine, que por acaso, é casada. |              |                                                                              |                     |                                       |                        |                     |
| 21 | 3            | "The Dark Night" "(A Noite Escura)"                                          | Janice Cooke        | John Stephens                         | 15 de setembro de 2008 | 3.73                |
| A festa de volta às aulas, para os pais dos alunos, promovida por Blair é o momento especial que Serena esperava para anunciar que voltou a namorar Dan. Apesar de manter um relacionamento amoroso com Catherine, Nate procura os braços de Vanessa, mas a Condessa descobre tudo e procura Blair para ajudá-la a destruir os planos dos dois, enquanto Jenny luta para manter o seu estágio, Chuck só pensa na Blair. |              |                                                                              |                     |                                       |                        |                     |
| 22 | 4            | "The Ex-Files" "(Os Arquivos da Ex)"                                         | Jim McKay           | Robert Hull                           | 22 de setembro de 2008 | 3.33                |
| Mais uma vez separados, Dan e Serena juram que podem ser bons amigos, mas quando as aulas começam e Dan faz amizade com a novata Amanda e tudo muda. Cheia de problemas Jenny não vai mais à escola e cai de cabeça no trabalho e na promessa de uma carreira. Mesmo apaixonada por Nate, Vanessa lhe dá um fora depois que Catherine ameaça contar tudo ao FBI sobre o paradeiro do capitão. |              |                                                                              |                     |                                       |                        |                     |
| 23 | 5            | "The Serena Also Rises" "(Quem é Serena Também se Eleva)"                    | Patrick Norris      | Jessica Queller                       | 29 de setembro de 2008 | 3.40                |
| A Fashion Week está chegando, é Blair está furiosa com sua mãe, que deu a Serena e sua nova amiga, a socialite Poppy Lifton, cadeiras na primeira fila do desfile de Eleanor Waldorf. Magoada com Serena e com sua mãe, Blair decide sabotar o desfile. Dan começa a andar com Chuck, mas ele logo aprende que o "lado negro" tem seus riscos. Lily descobre um segredo que seu novo marido, Bart, esteve escondendo dela. |              |                                                                              |                     |                                       |                        |                     |
| 24 | 6            | "New Haven Can Wait" "(New Haven Pode Esperar)"                              | Norman Buckley      | Alexandra McNally & Joshua Safran     | 13 de outubro de 2008  | 3.31                |
| Depois de uma briga com Blair, Serena decide se vingar da amiga, que sempre sonhou em estudar na Universidade de Yale, e resolve mudar seu planos: em vez de estudar na Universidade de Brown, como planejado, Serena vai para Yale. Dan descobre que nenhuma de suas cartas de recomendação para Yale foram enviadas, e tenta encontram uma maneira de ser aprovado naquela faculdade. Enquanto no campus de Yale, Chuck é sequestrado por membros de uma sociedade secreta, e Nate se junta a um co-ed. |              |                                                                              |                     |                                       |                        |                     |
| 25 | 7            | "Chuck in Real Life" "(Chuck na Vida Real)"                                  | Tony Wharmby        | Lenn K. Rosenfeld                     | 20 de outubro de 2008  | 3.03                |
| Vanessa chantageia Blair, então Blair dá o troco pedindo a Chuck que seduza Vanessa. Enquanto isso, a extravagante festa de inauguração da casa de Bart e Lily exige que todos estejam no melhor de seu humor, mas Serena não quer entrar no jogo. Dan e Jenny descobrem um segredo de Nate. |              |                                                                              |                     |                                       |                        |                     |
| 26 | 8            | "Pret-a-Poor-J" "(Sob Medida Para Jenny)"                                    | Vondie Curtis-Hall  | Amanda Lasher                         | 27 de outubro de 2008  | 3.05                |
| Jenny fica amiga de Agnes, uma modelo que a motiva a viver no limite e a se defender no ambiente de trabalho. Enquanto isso, Serena conhece uma nova pessoa, um artista chamado Aaron Rose, e os dois se tornam logo amigos. Blair tenta seduzir Chuck mas fica surpresa ao descobrir que terá que entrar numa batalha difícil. |              |                                                                              |                     |                                       |                        |                     |
| 27 | 9            | "There Might Be Blood" "(Sangue, Suor e Lágrimas)"                           | Michael Fields      | Etan Frankel & John Stephens          | 3 de novembro de 2008  | 3.16                |
| Serena convida Aaron para ser seu convidado em uma festa de caridade em homenagem a Lily e Bart, mas depois de descobrir um segredo que Aaron tem mantido dela, ela começa a questionar se Aaron é o cara que ela achava que ele era. Esperando que isso ajude as chances dela de entrar na Yale, Blair ingenuamente concorda em tomar conta da filha de 15 anos de um proeminente doador de Yale, mas a adolescente prova ser mais do que uma qualquer e Blair começa a suspeitar que a noite pode realmente acabar ferindo suas chances de entrar na faculdade dos seus sonhos. Enquanto isso, Jenny e Agnes planejam o desfile diferente, que pode ajudar ou destruir a carreira de Jenny. |              |                                                                              |                     |                                       |                        |                     |
| 28 | 10           | "Bonfire of the Vanity" "(A Fogueira da Vaidade)"                            | David Von Ancken    | Jessica Queller                       | 10 de novembro de 2008 | 2.88                |
| Blair não gosta do novo namorado de Eleanor, Cyrus Rose, por isso tenta fazer o casal romper o namoro. Jenny vai morar com Agnes. Serena descobre algo impressionante sobre Aaron. Dan decide ganhar a confiança de Bart Bass para aprender mais sobre o homem e possivelmente escrever uma exposição sobre ele para a Vanity Fair, mas as coisas esquentam depois que Chuck descobre a verdadeira razão pela qual Dan está passando tanto tempo com sua família. A cantora Cyndi Lauper faz uma participação especial na festa de aniversário de 18 anos de Blair. |              |                                                                              |                     |                                       |                        |                     |
| 29 | 11           | "The Magnificent Archibalds" "(Os Magníficos Archibalds)"                    | Jean de Segonzac    | Joshua Safran                         | 17 de novembro de 2008 | 2.89                |
| Cyrus tenta alterar as tradições do Dia de Ação de Graças dos Waldorfs, deixando Blair irritada. Lily se vê tentando intermediar um tratado de paz entre Rufus e Jenny, que está preparada para interromper todo o contato com o pai se ela não conseguir o que quer. Serena ainda não está pronta para esclarecer Aaron sobre seu passado complicado, mas Dan acaba revelando acidentalmente alguns pedacinhos de sua história. Chuck e Vanessa ajudam Nate a lidar com seu pai. Eric descobre um segredo que Bart tem mantido de Lily. |              |                                                                              |                     |                                       |                        |                     |
| 30 | 12           | "It's a Wonderful Lie" "(Mentirinha de Nada)"                                | Patrick Norris      | Robert Hull                           | 1 de dezembro de 2008  | 3.11                |
| Para o baile anual do Snowflake, Blair e Chuck apostam que podem encontrar as companhias ideais um para o outro. Isso termina com eles encontrando doppelgängers de si mesmos. No entanto, enquanto Blair e Chuck saem para conversar, os doppelgängers ficam ocupados. A ex-namorada de Aaron, Lexi, expressa interesse em Dan. Há drama entre Serena e Dan sobre suas vidas sexuais. Vanessa rouba uma carta de amor que Nate escreveu para Jenny e continua o relacionamento com Nate. Jenny retalia enviando Vanessa desavisada para o baile em um vestido transparente. Depois do baile, Nate termina as coisas com Jenny e vai atrás de Vanessa. |              |                                                                              |                     |                                       |                        |                     |
| 31 | 13           | "O Brother, Where Bart Thou?" "(E Aí Bart, Cadê Você?)"                      | Joe Lazarov         | Stephanie Savage                      | 8 de dezembro de 2008  | 2.99                |
| Um evento súbito e trágico atinge a família Bass com a morte de Bart Bass. Durante seu velório Chuck perde a cabeça e expulsa Dan da cerimônia ele também acusa Lily e Rufus como responsáveis pelo acidente que vitimou seu pai. Quando Serena viaja para a Argentina com Aaron, Dan decide expressar seus sentimentos por ela. Enquanto isso, Cyrus e Eleanor se casam, e Rufus descobre algo que Lily tem mantido de todos por um longo tempo. |              |                                                                              |                     |                                       |                        |                     |
| 32 | 14           | "In the Realm of the Basses" "(No Reino dos Bass)"                           | Tony Wharmby        | John Stephens                         | 5 de janeiro de 2009   | 2.96                |
| Como Chuck está desaparecido desde o funeral de seu pai, seu tio Jack chega em Upper East Side para tentar encontrá-lo e ajudá-lo. Na tentativa de esquecer sua última conversa com Chuck, Blair coloca toda a sua atenção na tarefa de ser aceita no clube de mais prestígio da cidade, o Colony Club. Jenny volta para Constance Billard e imediatamente começa uma disputa contra Penelope e suas amigas malvadas, mas ninguém vai perder essa briga sem uma luta digna de Gossip Girl. Enquanto isso, depois que Serena conta a Dan sobre seu recente rompimento, eles decidem se voltar novamente. |              |                                                                              |                     |                                       |                        |                     |
| 33 | 15           | "Gone with the Will" "(E o Testamento Levou)"                                | Tricia Brock        | Amanda Lasher                         | 12 de janeiro de 2009  | 2.85                |
| Ao lerem o testamento de Bart, Chuck, o irmão de Bart, Jack e Lily descobrem que Chuck é o novo presidente da Bass Industries. Chuck concorda em tornar Jack seu tutor. O relacionamento de Rufus e Lily é tenso quando Rufus procura detalhes sobre um bebê que ele nunca soube que ele tinha. Percebendo que seu pai tem agido estranhamente ultimamente, Dan faz algumas investigações e descobre o segredo de Rufus e Lily, colocando-o na situação embaraçosa de decidir o que fazer com essa revelação chocante e com quem compartilhá-lo. |              |                                                                              |                     |                                       |                        |                     |
| 34 | 16           | "You've Got Yale!" "(A Yale é Toda Sua)"                                     | Janice Cooke        | Joshua Safran                         | 19 de janeiro de 2009  | 2.22                |
| Os estudantes descobrem quem merece ser previamente aceito em Yale. Serena se aproxima da nova professora de Shakespeare, que não faz ideia do que vai acontecer quando ela uma nota B para Blair, a primeira nota mais baixa que ela já teve em sua vida. Chuck se junta a um aliado inesperado em sua batalha na Bass Industries. Nate e Vanessa têm uma noite romântica na ópera. |              |                                                                              |                     |                                       |                        |                     |
| 35 | 17           | "Carnal Knowledge" "(Conhecimento Carnal)"                                   | Elizabeth Allen     | Alexandra McNally & Lenn K. Rosenfeld | 2 de fevereiro de 2009 | 2.31                |
| Em retaliação por não seguir as regras ditas pela Constance Billard, Blair concebe um plano para derrubar sua professora, Rachel. Depois que Chuck acorda em um hotel e só tem uma pequena lembrança do que aconteceu na noite anterior, Nate e Vanessa tentam ajudá-lo a descobrir o que se passou naquela noite. Blair começa um boato sobre Dan e Rachel, que faz com que Rachel seja demitida. Dan e Serena decidem se separar e Dan transa com Rachel, já que ela não é mais professora. Inconsciente disso, a escola readmitir Rachel. |              |                                                                              |                     |                                       |                        |                     |
| 36 | 18           | "The Age of Dissonance" "(A Idade da Dissonância)"                           | Norman Buckley      | Jessica Queller                       | 16 de março de 2009    | 2.33                |
| Os veteranos da Costance Billard e St Jude apresentam The Age of Innocence. Serena se sente atraída pelo diretor da peça, Julian, e pede a ajuda de Vanessa, que conhece teatro, e se aproximar dele. Blair recebe más notícias sobre seu futuro, o que a coloca numa verdadeira "caça às bruxas" para encontrar a pessoa responsável. Dan e Rachel concordam em ficar longe um do outro, depois que outros descobrem que eles são mais do que aluno e professora. Mas terminam descobrindo que é impossível ficar longe um do outro. Chuck encontra ajuda num amigo improvável, Carter Baizen. Nate e Vanessa entram conflito e ele pede a ajuda de Blair para resolver a situação. Chuck começa a lidar com o passado conturbado de seu pai. Lily e Rufus se perguntam para onde está indo seu relacionamento. |              |                                                                              |                     |                                       |                        |                     |
| 37 | 19           | "The Grandfather" "(O Poderoso Vovô)"                                        | J. Miller Tobin     | Robert Hull & Etan Frankel            | 23 de março de 2009    | 2.25                |
| Devastada pela recente reviravolta na história de sua vida, Blair dá as costas para sua previsível existência Waldorf em favor de um estilo de vida mais selvagem e imprevisível, fazendo com que Serena e Chuck tenham sérias preocupações sobre seu novo amor, Carter. Vanessa convence Nate de que talvez seja hora de perdoar e esquecer quando se trata da família Kennedy, de sua mãe, a Van der Bilts, que abandonou Nate e sua mãe quando mais precisavam. Em um esforço equivocado de ser completamente honesta um com o outro, Lily e Rufus concordam em compartilhar listas de seus amantes passados. |              |                                                                              |                     |                                       |                        |                     |
| 38 | 20           | "Remains of the J" "(Vestígios de Jenny)"                                    | Allison Liddi-Brown | Sarah Frank-Meltzer                   | 30 de março de 2009    | 2.45                |
| Serena decide dar uma festa íntima para Jenny em seu aniversário de 16 anos, mas as coisas ficam fora de controle quando Serena transforma a pequena festa em uma festa social. Em um momento de fraqueza, Vanessa concorda em ajudar Chuck com um esquema que tem a ver com Blair e Nate. Rufus descobre que Dan não receberá ajuda financeira em Yale e tenta descobrir outra maneira de cobrir o custo de sua educação. O episódio termina com Chuck e Vanessa começando uma amizade com benefícios, e Nate e Blair começando um relacionamento. |              |                                                                              |                     |                                       |                        |                     |
| 39 | 21           | "Seder Anything" "(Nada a Declarar)"                                         | John Stephens       | Amanda Lasher                         | 20 de abril de 2009    | 2.37                |
| Serena retorna de sua viagem à Espanha com Poppy e Gabriel. Blair faz um acordo secreto com o avô de Nate, William, e Nate aprende algumas informações perturbadoras sobre a prisão de seu pai. Dan consegue um emprego em um bufê, mas não fica satisfeito quando descobre que terá que servir seus amigos em uma festa dos Waldorfs. |              |                                                                              |                     |                                       |                        |                     |
| 40 | 22           | "Southern Gentlemen Prefer Blondes" "(Cavaleiros do Sul Preferem as Loiras)" | Patrick Norris      | Leila Gerstein                        | 27 de abril de 2009    | 1.97                |
| Georgina Sparks retorna ao Upper East Side depois de passar por uma grande transformação. Chuck e Nate se encontram em uma grande encruzilhada em seu relacionamento no que se refere ao interesse mútuo em Blair. Serena acha sua relação com Gabriel mais complicada. |              |                                                                              |                     |                                       |                        |                     |
| 41 | 23           | "The Wrath of Con" "(A Ira do Vigarista)"                                    | Janice Cooke        | Sara Goodman                          | 4 de maio de 2009      | 2.22                |
| O filho de Rufus e Lily, que todos acreditavam que estava morto, aparece vivo e bem, buscando ajuda dos pais para concluir seus estudos. Blair pressiona Georgina para consertar seu comportamento no passado e pede ajuda em um plano maléfico. A rivalidade entre Nate e Chuck por causa de Blair chega a um ponto impossível. Lily tem um plano para ajudar Rufus a pagar os estudos de Dan. |              |                                                                              |                     |                                       |                        |                     |
| 42 | 24           | "Valley Girls" "(Garotas de Los Angeles)"                                    | Mark Piznarski      | Josh Schwartz & Stephanie Savage      | 11 de maio de 2009     | 2.30                |
| Em um flashback da década de 1980, Lily Rhodes de 17 anos é expulsa do internato e foge para Los Angeles, onde encontra com seus pais, Rick e Cece, e sua irmã, Carol. Nos dias atuais, Blair e Nate participam do baile juntos, mas a noite não acaba exatamente como planejado e Chuck e Serena têm algo a ver com isso. Serena e Lily não estão de acordo sobre a recente incursão de Serena pela delegacia. No Doubt se apresenta no flashback como uma banda dos anos 80 chamada Snowed Out. |              |                                                                              |                     |                                       |                        |                     |
| 43 | 25           | "The Goodbye Gossip Girl" "(O Adeus da Gossip Girl)"                         | Norman Buckley      | Joshua Safran                         | 18 de maio de 2009     | 2.23                |
| Gossip Girl decide animar as coisas na formatura da Constance Billard e St. Jude, enviando uma e-mail chocante e prejudicial no meio da cerimônia de início, o que faz Serena revidar. Lily e Rufus ficam noivos e moram juntos. Com a bênção de Blair, Jenny se torna a nova "Abelha Rainha". Chuck finalmente admite seu amor por Blair e os dois se reconciliam. Nate decide ir na viagem de mochila com Vanessa, enquanto Georgina recupera o dinheiro de Dan e pede a Blair para um colega de quarto na Universidade de Nova York. Carter Baizen revela a Serena onde seu pai está. No final, Serena vai para Brown, Blair, Dan, Vanessa e Georgina para a Universidade de Nova York, e Nate vai para a Universidade de Columbia.                                                                           |              |                                                                              |                     |                                       |                        |                     |